# Li Xue
Dit overzicht is mogelijk incompleet; u kunt helpen door het uit te breiden.
Li Xue (14 april 1985) is een in China geboren Frans voormalig professioneel tafeltennisster. Zij speelde verdedigend, rechtshandig en met de shakehandgreep.
Zij nam namens Frankrijk deel aan de Olympische Zomerspelen 2012 en 2016 maar won geen medailles.

## Belangrijkste resultaten
- Brons in het enkelspel op de Europese kampioenschappen 2012.